# فرانسيس أولاكي
فرانسيس أولاكي (بالإنجليزية: Francis Olaki)‏ (24 أغسطس 1994 بأوغندا - ) هو لاعب كرة قدم أوغندي في مركز مهاجم. شارك مع منتخب أوغندا لكرة القدم. أما مع النوادي، فقد لعب مع نادي تيرانا ونادي كامبالا سيتي وTooro United F.C. ‏.

## وصلات خارجية
- فرانسيس أولاكي على موقع قاعدة بيانات كرة القدم.إي يو (الإنجليزية)
- فرانسيس أولاكي على موقع ناشيونال فوتبول تيمز (الإنجليزية)
- فرانسيس أولاكي على موقع Soccerway.com (الإنجليزية)